# Wasserscheide (Bad Münstereifel)
Wasserscheide is een plaats in de Duitse gemeente Bad Münstereifel, deelstaat Noordrijn-Westfalen.